# Ilka Chase
Ilka Chase, född 8 april 1905 i New York, död 15 februari 1978 i Mexico City, Mexiko, var en amerikansk skådespelare, författare och programledare i radio. Chase har tilldelats två stjärnor på Hollywood Walk of Fame, en för film och en för television.
Hon var dotter till Edna Woolman Chase, som var chefredaktör för Vogue åren 1914–1958.

## Filmografi, urval
- 1932 – Kärlekens kemi
- 1942 – Under nya stjärnor
- 1943 – Det starka är det sköna värt
- 1948 – Skratt för miljoner
- 1954 – Sånt händer med flickor
- 1955 – Silkessnöret
- 1960 – Storslam i Las Vegas